# Sziderofil elemek
A sziderofil elemek a Szádeczky-Kardoss-féle geokémiai rendszer első kategóriáját képezik. Ez a geokémiai osztályozás az elemek ionjainak természetes körülmények közti vegyületképző képességén és hajlandóságán alapul.
A periódusos rendszer sziderofil elemei a vas, kobalt, nikkel, ruténium, ródium, palládium, ozmium, irídium és a platina.
Vannak úgynevezett átfutó (nem jellemzően sziderofil, de itt is megjelenő) és kérdéses elemek, az arany és a rénium.
Dúsulásuk a meteorvas fázisban van, de a hidrotermális kristályosodási fázisban újra megjelennek. Főleg semleges fémek tartoznak ide, mint a vas- és platinacsoport tagjai, valamint néha az arany.